# Madisyn Shipman
Madisyn Shipman (Kings Mountain, Észak-Karolina, 2002. november 20. –) amerikai színésznő.

## Pályafutása
Nyolcéves kora óta gitározik és ír dalokat. Első szerepe 2010-ben a Szezám utca sorozatban volt, melyben egy epizódban Madisynt játszotta. 2015 óta a Game Shakers című sorozatban lehet látni mint Kenzie Bell. Ez egyben a leghíresebb színészi alakítása is. Modellkedéssel is foglalkozik. 
Madisyn magassága 147 cm. A beceneve: Maddie. Három öccse van.

## Szerepei
| Év        | Cím                                      | Szerep                                        | Megjegyzés                  |
| --------- | ---------------------------------------- | --------------------------------------------- | --------------------------- |
| 2015-2019 | Game Shakers                             | Kenzie Bell                                   | TV sorozat, 65 epizód       |
| 2016      | Ordinary World'                          | Salome                                        |                             |
| 2015      | Nickelodeon – Karácsonyi kelepce         | Anglia királynője                             | TV film                     |
| 2015      | Snoopy és Charlie Brown – A Peanuts film | Violet                                        | hang                        |
| 2012      | Modern Love                              | Maddie                                        | TV film                     |
| 2012      | Celebrity Ghost Stories                  | fiatal Jenna                                  | dokumentumsorozat, 1 epizód |
| 2011      | The Purple Virtue                        | Alanis                                        | rövidfilm                   |
| 2009-2011 | Saturday Night Live                      | Zach Galfanakis asszisztense / Will Forte fia | TV sorozat, 2 epizód        |
| 2010      | Szezám utca                              | Madisyn                                       | TV sorozat, 1 epizód        |